# Rein Renke
Rein Renke (* 6. Juni 1928 in Tallinn; † 8. August 2000 ebenda) war estnischer Radrennfahrer und nationaler Meister im Radsport.

## Sportliche Laufbahn
Renke war im Straßenradsport aktiv. 1953 gewann er die nationale Meisterschaft im Straßenrennen. 1949 war er Dritter der Meisterschaft geworden. 1951 wurde er Vizemeister im Mannschaftszeitfahren, 1950 war er Dritter geworden.

## Berufliches
Von 1950 bis 1958 war er Radsporttrainer im Verein „Spartak Tallinn“ und von 1959 bis 1965 bei „Dynamo Tallinn“. Von 1966 bis 1988 war er Masseur für Dynamo und das estnische Nationalteam.